# Thanatus paucipunctatus
Thanatus paucipunctatus är en spindelart som beskrevs av Embrik Strand 1906. Thanatus paucipunctatus ingår i släktet Thanatus och familjen snabblöparspindlar.
Artens utbredningsområde är Somalia. Inga underarter finns listade i Catalogue of Life.